# Rock of Ages (Film)
Rock of Ages ist eine US-amerikanische Musicalverfilmung von Adam Shankman aus dem Jahr 2012. Als Vorlage diente das gleichnamige Musical von Chris D’Arienzo.

## Handlung
Die hübsche Sherrie aus Oklahoma ist im Jahr 1987 kaum in Los Angeles angekommen, als sie schon auf offener Straße ausgeraubt wird und dadurch unter anderem ihre Schallplattensammlung verliert. Drew, der den Überfall beobachtet, kann diesen nicht verhindern. Er sorgt aber anschließend dafür, dass Sherrie im Club The Bourbon Room, in dem er arbeitet, einen Job als Kellnerin erhält.
Der Club genießt den Ruf, vielen Bands, die später legendär wurden, die erste große Bühne geboten zu haben, ist aber mittlerweile durch nicht gezahlte Steuern in eine finanzielle Schieflage geraten. Der Besitzer des The Bourbon Room, Dennis Dupree, plant gerade eine große Show mit dem exzentrischen Rockstar Stacee Jaxx und dessen Band Arsenal, um mit den Einnahmen aus dem Konzert seine finanziellen Probleme zu lösen. Es soll sich um den letzten Auftritt von Stacee mit Arsenal handeln, da es zuletzt aufgrund seiner ständigen Eskapaden immer schwieriger geworden sein soll, mit ihm zu arbeiten. Immer in Duprees Nähe ist sein Assistent Lonnie.
Unterdessen hat Patricia Whitmore, die Frau des Bürgermeisters, dem Club und Stacee Jaxx den Kampf angesagt und will dafür sorgen, dass der Club geschlossen wird. Hierzu mobilisiert sie besorgte Mütter und Kirchengruppierungen, um sie zu unterstützen. In der folgenden Zeit kommen sich Sherrie und Drew näher und werden ein Paar. Als eine Vorband kurzfristig ausfällt, überredet Sherrie ihren Chef Dennis, Drew als Vorband vor dem großen Konzert von Arsenal am Abend einzusetzen. Dennis willigt ein.
Vor dem Auftritt bringt Sherrie noch eine Flasche Scotch in die Garderobe von Stacee. Bevor Drew auf die Bühne geht, sieht er noch, wie Sherrie aus der Garderobe von Stacee kommt, und glaubt, dass sie ihn mit Stacee betrogen hat, da sie ein großer Fan von Arsenal ist. Nach seinem Auftritt streiten sich Drew und Sherrie deshalb, und Sherrie verlässt wütend den Club. Sowohl Sherrie als auch Drew kündigen noch am selben Abend. Sherrie versucht in den nächsten Tagen, einen neuen Job zu finden, ist jedoch wenig erfolgreich. Schließlich bietet ihr Justice Charlier einen Job in ihrer Tabledance-Bar an, wo Sherrie vorerst nur kellnert. Später arbeitet sie dort aber auch als Tänzerin.
Der erhoffte Geldsegen für den Bourbon Room bleibt derweil aus, weil der Manager von Stacee, Paul Gill, die kompletten Einnahmen unterschlägt. Der Bourbon Room steht damit weiterhin am finanziellen Abgrund. Nach dem erfolgreichen Auftritt als Vorband wird Drew von Paul Gill dazu überredet, bei ihm unter Vertrag zu gehen. Nachdem die Vermarktung als Rockstar jedoch nicht so läuft wie gedacht, versucht Paul, aus Drew einen Popstar mit Boyband zu machen.
Drew arbeitet zwar weiterhin mit Paul zusammen, fühlt sich aber nicht wohl in seiner neuen Rolle. Auch dass die Gruppe um ihn herum bereits Musikvideos produziert, ohne auch nur einen Live-Auftritt im Vorfeld absolviert zu haben kommt ihm falsch vor. Paul, der von Drews Bedenken genervt ist, willigt ein, ihm und den anderen Mitgliedern einen Live-Gig zu verschaffen, und ruft Dennis Dupree an, um das Bourbon für seine Zwecke zu Buchen. Er verspricht Dupree, dass dieser sämtliche Einnahmen komplett behalten dürfe, und lügt darüber hinaus, dass Stacee Jaxx erstes Solokonzert im Bourbon Room stattfinden würde. Dennis nimmt aus seiner Notlage heraus an.
Ein Artikel des Rolling Stone kritisiert Stacee und besonders Paul. Stacee feuert daraufhin seinen Manager. Sherrie und Drew treffen sich zufällig wieder. Erst jetzt wird Drew klar, dass Sherrie nicht mit Stacee geschlafen hat. Um Sherrie zu zeigen, dass sie ihm noch etwas bedeutet, kauft Drew ihr die Platten zurück, die ihr zu Beginn des Films gestohlen wurden.
Vor dem Bourbon Room kommt es zur Konfrontation zwischen den Anhängern und den Gegnern des Clubs. Dabei wird aufgedeckt, dass die Frau des Bürgermeisters ein ehemaliges Groupie von Stacee Jaxx ist und ihr Kampf gegen den Club nur ein persönlicher Rachefeldzug ist, wodurch sie sämtlichen Rückhalt bei ihren Mitstreitern verliert. Im Bourbon Room hat derweil Drew einen Auftritt mit seiner Boyband und wird vom Publikum ausgepfiffen. Als Sherrie auftaucht, verlässt Drew die Bühne, und die beiden versöhnen sich wieder. Um den Abend zu retten, geht Sherrie auf die Bühne und singt zusammen mit Drew einen von Drew geschriebenen Song.
Am Ende stehen Stacee, Drew und Sherrie bei einem großen Konzert gemeinsam auf der Bühne und singen den von Drew geschriebenen Song.

## Kritik
„Das Resultat ist für mitteleuropäische Temperamente gewöhnungsbedürftig, denn es vereint drei Bereiche, in denen maßloses Overacting zum guten Ton gehört: die 80er-Jahre, Musicals und Rockmusik. Entsprechend strotzt der Film vor großen Posen und pathetischen Gesten. Daran muss man sich erst mal gewöhnen. Aber wenn das geschafft ist, kann man sich an den überzeugenden schauspielerischen Darbietungen und witzigen Dialogen erfreuen.“

„Dieser Film nimmt letztlich nichts ernst, weder das Musikgeschäft noch die Handlungszeit, und auch nicht die Liebe zwischen Dupree und Lonny. Spaß hat und macht hier nur einer: Tom Cruise stürzt sich schmerzfrei und mit dem gleichen komödiantischen Gusto, den er schon in seinem Part als Filmproduzent in Tropic Thunder gezeigt hat, in die Rolle des dauerberauschten Rock-Stars. Das ist hübsch, aber zu wenig, um diesem seltsam sterilen Film Leben einzuhauchen.“

„Der Streifen nimmt sich selbst nicht sehr ernst und die Schauspieler hatten eindeutig ’ne gute Zeit, wirklich besser macht ihn das aber auch nicht. Dies ist definitiv kein starker Film. Aber er macht oft genug Spaß, besonders für alle die vor 25 Jahren schon sprechen konnten.“

„Cruise spielt Stacee in einem Stil, der bemerkenswert nah an seinem Lestat in Interview mit einem Vampir liegt (der zufällig ein Rockstar werden wollte). […] Cruise' Leistung stellt alles andere in Rock of Ages in den Schatten; zudem kann der Kerl volle Pulle singen.“

Bei Metacritic erreicht der Film einen Metascore von 47 %. Von den bei Rotten Tomatoes gesammelten Filmkritiken fallen 41 % positiv aus (Stand Oktober 2012).

## Veröffentlichung
In Deutschland startete der Film am 14. Juni 2012 in den Kinos und in den USA am 15. Juni 2012. Bei einem Budget von ca. 75 Mio. US-Dollar spielte der Film an den Kinokassen weltweit ca. 52 Mio. US-Dollar ein.

## Auszeichnungen
- ALMA Awards: Bester Darsteller in einem Spielfilm für Diego Boneta
- Nominierung: Golden Trailer Awards – Beste Komödie
- Nominierung: Teen Choice Awards – Bester Sommerfilm (Komödie/Musical)
- Nominierung: Teen Choice Awards – Bester Durchbruch für Julianne Hough
- Nominierung: Teen Choice Awards – Beste Chemie für Julianne Hough und Diego Boneta
- Nominierung: Grammy Awards – Bester Soundtrack für visuelle Medien

## Musik
Eine ganze Reihe von Musiktiteln wurden als Coverversion von den Darstellern des Films selbst eingespielt.
Songliste:
| #   | Titel                                                          | Film-Interpret                                                                       | Interpret                              |
| --- | -------------------------------------------------------------- | ------------------------------------------------------------------------------------ | -------------------------------------- |
| 01. | Paradise City                                                  | Tom Cruise                                                                           | Guns N’ Roses                          |
| 02. | Sister Christian / Just Like Paradise/ Nothin’ But A Good Time | Julianne Hough, Diego Boneta, Russell Brand, Alec Baldwin                            | Night Ranger David Lee Roth Poison     |
| 03. | Juke Box Hero/ I Love Rock ’n’ Roll                            | Diego Boneta, Alec Baldwin, Russell Brand, Julianne Hough                            | Foreigner/ Joan Jett & the Blackhearts |
| 04. | Hit Me With Your Best Shot                                     | Catherine Zeta-Jones                                                                 | Pat Benatar                            |
| 05. | Waiting For A Girl Like You                                    | Diego Boneta, Julianne Hough                                                         | Foreigner                              |
| 06. | More Than Words/ Heaven                                        | Julianne Hough, Diego Boneta                                                         | Extreme/ Warrant                       |
| 07. | Wanted Dead Or Alive                                           | Tom Cruise, Julianne Hough                                                           | Bon Jovi                               |
| 08. | I Want to Know What Love Is                                    | Tom Cruise, Malin Akerman                                                            | Foreigner                              |
| 09. | I Wanna Rock                                                   | Diego Boneta                                                                         | Twisted Sister                         |
| 10. | Pour Some Sugar on Me                                          | Tom Cruise                                                                           | Def Leppard                            |
| 11. | Harden My Heart                                                | Julianne Hough, Mary J. Blige                                                        | Quarterflash                           |
| 12. | Shadows of the Night/ Harden My Heart                          | Mary J. Blige, Julianne Hough                                                        | Pat Benatar/ Quarterflash              |
| 13. | Here I Go Again                                                | Diego Boneta, Paul Giamatti, Julianne Hough, Mary J. Blige, Tom Cruise               | Whitesnake                             |
| 14. | Can’t Fight This Feeling                                       | Russell Brand, Alec Baldwin                                                          | REO Speedwagon                         |
| 15. | Any Way You Want It                                            | Mary J. Blige, Constantine Maroulis, Julianne Hough                                  | Journey                                |
| 16. | Undercover Love                                                | Diego Boneta                                                                         | Talk Of The Town                       |
| 17. | Every Rose Has Its Thorn                                       | Julianne Hough, Diego Boneta, Tom Cruise, Mary J. Blige                              | Poison                                 |
| 18. | Rock You Like a Hurricane                                      | Julianne Hough, Tom Cruise                                                           | Scorpions                              |
| 19. | We Built This City/ We’re Not Gonna Take It                    | Russell Brand / Catherine Zeta-Jones                                                 | Starship/ Twisted Sister               |
| 20. | Don’t Stop Believin’                                           | Julianne Hough, Diego Boneta, Tom Cruise, Alec Baldwin, Russell Brand, Mary J. Blige | Journey                                |